# برشاوشان إسفيني الأوراق
برشاوشان إسفيني الأوراق (الاسم العلمي:Adiantum cuneifolium) هو نوع غير مؤكد من النباتات يتبع جنس البرشاوشان من الفصيلة الديشارية.